# Antonio Ananiev
Antonio Ananiev (Bulgaars : Антонио Ананиев) (Sofia, 8 mei 1965) is een voormalige bulgaars voetballer. Hij heeft gespeeld bij Slavia Sofia, Energie Cottbus, FK Lokomotiv 1929 Sofia, CSKA Sofia, 1. FC Köln, 1. FC Lokomotive Leipzig en Chemnitzer FC.

## Loopbaan
Ananiev bracht het grootste deel van zijn vroege carrière door in de Bulgaars voetbalcompetitie en hij werd vice kampioen van bulgarije. Hij bracht ook de laatste acht jaar van zijn professionele carrière door in Duitsland, waar hij een baan opnam als keeperstrainer bij Energie Cottbus na zijn pensionering.
Ananiev maakt zijn debuut voor Bulgarije in 1986. Hij heeft 6 wedstrijden gespeeld voor de nationale ploeg. 